# Zob Ahan FC
Zob Ahan Football Club is een Iraanse voetbalclub uit Isfahan. De club komt uit in de Iran Pro League. De wedstrijden worden gespeeld in het Foolad Shahrstadion, dat plaats biedt aan 15.000 toeschouwers.

## Erelijst
- Iran Pro League
- Runner-up: 2004/05, 2008/09, 2009/10

## Bekende en prominente (oud-)spelers
- Ghasem Hadadifar
- Mohammad Reza Khalatbari

Esteghlal · Foolad · Gol Gohar · Machine Sazi · Naft Masjed Soleyman · Nassaji Mazandaran · Pars Jam · Paykan · Persepolis · Saipa · Sanat Naft · Sepahan · Shahin Bushehr · Shahr Khodro · Tractor · Zob Ahan